# Dirk Pijper
Dirk Pijper (Gouwe, 5 december 1852 - Opmeer, 19 juli 1940) was een Nederlands schrijver, dichter en wethouder.

## Biografie
Pijper werd op 5 december 1852 geboren in Gouwe als zoon van oud-burgemeester van Hoogwoud Cornelis Pijper en Grietje Appel. Hij was de oudste zoon in een gezin van negen en een broer van Fredrik Pijper. Hij trouwde op 25 april 1875 met Marijtje Stam (1855 - 1934). Het echtpaar vestigde zich, na enige jaren in Gouwe te hebben gewoond, in Opmeer. Daar baatten zij lange tijd een landbouwbedrijf uit, waarna Pijper in 1885 in de voetsporen van zijn vader trad. In dat jaar werd hij verkozen tot raadslid van de gemeente Opmeer. Van 1889 tot 1915 vervulde hij er de functie van wethouder.
Na hun veertigste huwelijksverjaardag togen zij naar Hoorn, alwaar zij negen jaar resideerden om vervolgens terug te keren naar Opmeer. In Hoorn was hij, van 1918 tot 1923, gemeenteraadslid voor de Liberale Unie (in 1921 opgegaan in De Vrijheidsbond, later Liberale Staatspartij). Na zijn terugkeer in Opmeer werd hij aldaar wederom lid van het dagelijks bestuur.
Het bekendst is Pijper echter vanwege zijn werk als schrijver en dichter, en in dat verband waarschijnlijk nog het meest door zijn "West-Friesch Volkslied". Met dit lied behaalde hij een eerste prijs tijdens de eerste "Westfriezendag" van het Westfries Genootschap in 1925. Hoewel het nooit een status verwierf gelijk dat van een officieel volkslied, werd het desalniettemin omarmd door het genootschap, dat hem hooghield en waar hij een gewaardeerd lid van was.
Het lied werd tweemaal op muziek gezet. Een eerste keer door H.A Maas uit Alkmaar en later door J.M.D. Overtoom. Een andere mogelijkheid is op de wijze van de Kaiserhymne.

Vrije Friezen, laat ons zingen.

Ongedwongen, vrij en blij,

Laten we ons in 't koorlied mengen

Van Westfrieslands burgerij.

Vrijheid bruist in onze harten,

Vrijheid kenmerkt onzen zang,

Vrijheid is ons aangeboren —

Fries en vrij, ons leven lang!

Land omringd door zware dijken,

Land ontwoekerd aan de zee,

Met Uw groene klaverweiden

En het nuttig zwartbont vee.

Met Uw bloeiende landouwen,

Kostbare akkers, golvend graan,

Vruchtentuinen, groentebouwen —

Bronnen van ons volksbestaan.

Land van Radboud, Coen en Schouten,

Willem IJsbrantsz Bontekoe,

Land van onzen Paulus Potter,

Nooit ben ik U prijzens moe.

Plekje grond, rijk aan historie,

Waar de zee ruischt langs het strand,

'k Zing Uw roem, Uw glans en glorie —

'k Heb U lief, mijn Vaderland!
— D. Pijper

Enkele van zijn werken verschenen in het verenigingsblad van het Westfriese genootschap, daaronder bevinden zich zowel werken in het Nederlands als in het West-Fries. Bij zijn overlijden liet hij een zestal bundels met handschriften na.

## Werken (selectie)
- West-Friesch volkslied, 1925
- West-Friesland, 1926
- Twisk, 1926[10]
- De Hanestap, 1931[11]

## Lidmaatschappen
- Polderbestuur "De Lage Hoek"[12]
- Westfriese kanalenvereniging[13]
- Westfries Genootschap
- Dagelijks bestuur Opmeer
- Gemeenteraad Hoorn
- Commissie van toezicht op de Rijkstuinbouwwinterschool[14]
- College van zetters, Opmeer[15]
- Vereniging tot ontwikkeling van den Landbouw in Hollands Noorderkwartier[16]